# قبة الأشرف خليل بن قلاوون
قبة الأشرف خليل بن قلاوون هي القبة المنشأة فوق ضريح الملك الأشرف صلاح الدين خليل بن قلاوون المتوفى في 12 محرم 693هـ / 31 ديسمبر 1293م)، وهو ثامن سلاطين الدولة المملوكية البحرية. تقع القبة بشارع الأشرف قرب مشهد السيدة نفيسة جنوب القاهرة في الشارع الذي يحمل اسم الملك إلى اليوم.

## معرض صور

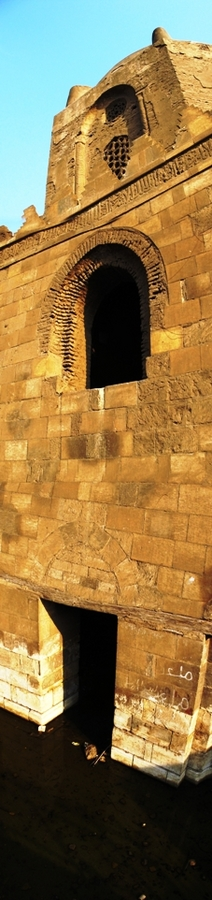